# 舐夢人
《舐夢人》（拉丁語：Post Tenebras Lux）是墨西哥導演兼編劇卡洛斯·雷加達斯於2012年的半自傳電影。該片獲選為第65届戛纳电影节競賽片，並獲得最佳導演殊榮。

## 生產
該部電影是以大量廣角鏡拍攝。

## 獎項
- 坎城影展，最佳導演
- Cinemanila國際電影節，最佳導演
- 利馬拉丁美洲電影節，評審獎（最佳導演）
- 利馬拉丁美洲電影節，APRECI獎（最佳影片）
- 馬德普拉塔影展，Special Mention

## 提名
2009 美國獨立精神獎最佳外語片提名

## 评价
影片在戛纳媒体场放映后，迎来两极化的评论，媒体打分也居于下等。
不过英国评审导演安德里亚表示“这是一个有关爱情、温情的影片，一部勇敢的作品。其中展示的人性的脆弱让我无比触动。如果可能，我愿意给这部影片20个大奖。” 评审成员拉乌尔说“这部影片让我感动，我很少看到一部作品如此自由、诚恳的表达，它展示了夫妻无法交流的困难，在诗意中加入地域特质，展示了社会中的优势和弱势阶层。”

## 外部連結
- 互联网电影数据库（IMDb）上《舐夢人》的资料（英文）
- 豆瓣电影上《舐夢人》的資料 （简体中文）
- 爛番茄上《舐夢人》的資料（英文）